# Розщеплені холлівські структури
Розще́плені хо́ллівські структу́ри (РХС) — різновид давачів Холла. РХС є конструктивною базою сенсорів магнітного поля на ефекті Холла . На відміну від традиційних перетворювачів Холла, які типово мають сформовані до напівпровідникової пластини прямокутної форми по два струмових та два потенціальних контакти, форма РХС та кількість контактів в них можуть бути довільними. Здебільшого РХС складається з декількох напівелементів Холла, поєднання яких дозволяє отримати сенсори магнітного поля з новими функціональними можливостями та характеристиками.

## Функціональні можливості та переваги сенсорів на основі РХС
Функціональними можливостями та перевагами сенсорів на основі РХС є:
- мінімізація відстані між чутливою ділянкою сенсора та об’єктом вимірювання, зокрема при вимірюванні приповерхневих магнітних полів;
- формування об'ємних структур з високою просторовою роздільною здатністю вимірювання трьох

ортогональних проєкцій (BX, BY, BZ) вектора індукції магнітного поля (3D сенсорів);
- формування розподілених в просторі матриць сенсорів (сканерів), зокрема для вимірювання розподілу

двох проєкцій (BX, BY) приповерхневого магнітного поля (2D сканерів);
- формування однокристальних (single chip) 2D та 3D сенсорів в складі однокристальних кремнієвих

інтегральних схем чи в пристроях вимірювання магнітних полів на основі радіаційно-стійких напівпровідникових структур.

## Формування сигналу в сенсорах на РХС

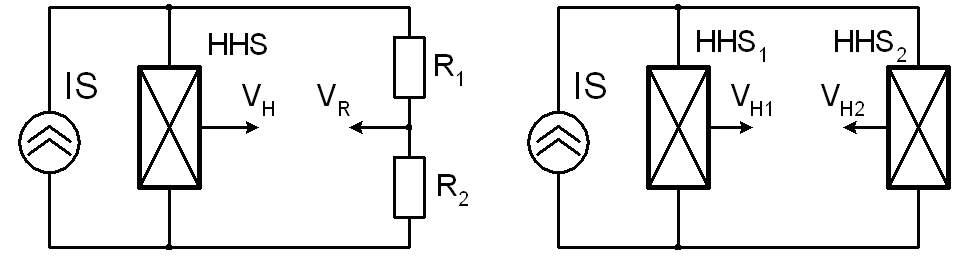
Півмостова (зліва) та мостова (справа) схеми формування сигналів в
сенсорах на основі РХС (HHS, HHS_{1}, HHS_{2} – РХС, IS – джерело струму живлення, V_{H}, V_{R}, V_{H1}, V_{H2} – вихідні напруги)

На відміну від традиційних перетворювачів Холла, формування інформативних сигналів в РХС та їх інтерпретація є проблематичнішими задачами. Здебільшого, це обумовлено неможливістю компенсувати вихідний сигнал РХС при відсутності магнітного поля та наявністю у цьому сигналі двох компонент  — холлівської та магніторезистивної. 
Параметричний аналіз РХС потребує специфічних алгоритмів математичного моделювання, а застосування РХС  — складніших методик калібрування 

.
Частковими рішеннями задач формування сигналу в сенсорах на РХС є використання:
- півмостової схеми, в якій вихідна напруга РХС вимірюється відносно напруги, сформованої резистивним подільником, що ввімкнено паралельно РХС (зокрема, в 2D сканерах);
- мостової схеми, в яких інформативним сигнал є різницева напруга між виходами двох напівелементів

Холла (зокрема, в сенсорах вимірювання градієнта магнітного поля та в РХС з кутовим розміщенням 
чутливої ділянки).

## РХС з кутовим розміщенням чутливої ділянки та 3D зонд на їх основі
|  |  |

Характерним представником сенсора магнітного поля на РХС є структура, в якій чутлива ділянка сенсора винесена на периферію, зокрема в кутову область прямокутної пластини. Така РХС має центральний струмовий контакт, струм від якого тече через чутливу ділянку до двох бокових струмових контактів. 
Інформативний сигнал РХС формується на двох потенціальних контактах, що сформовані по краях чутливої ділянки 
. 
Перевагою РХС з кутовим розміщенням чутливої ділянки є мінімізація відстані між чутливою ділянкою 
сенсора та поверхнею об’єкта вимірювання, а також можливість формування об’ємних структур з високою 
просторовою роздільною здатністю вимірювання трьох ортогональних проєкцій BX, BY, BZ  вектора 
індукції магнітного поля (3D сенсорів).
Об'ємну структуру 3D зонда магнітного поля формують, розмістивши три РХС з кутовим розміщенням 
чутливої ділянки на суміжних сторонах куба таким чином, щоб чутливі ділянки трьох РХС утворили 
вершину куба. Ця вершина куба може як завгодно близько наближатися до вимірювальної поверхні, а отже забезпечує високу просторову роздільну здатність вимірювання BX, BY, BZ  проєкцій вектора індукції магнітного поля.

## РХС сенсорів планарного магнітного поля

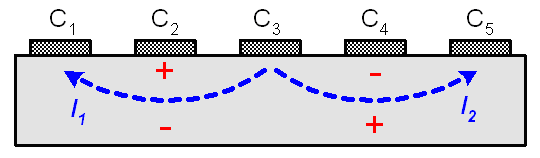
РХС вертикального елемента Холла (C_{3} – центральний струмовий контакт, C_{1}, C_{5} – бокові струмові контакти, C_{2}, C_{4} – потенціальні контакти)

На відміну від традиційних перетворювачів Холла, відхилення рухомих носіїв в яких відбувається в паралельній до поверхні структури площині, а вісь чутливості є перпендикулярною до поверхні структури, відхилення рухомих носіїв в сенсорах планарного магнітного поля відбувається по товщині пластини сенсора, що забезпечує чутливість до паралельних структурі сенсора магнітних полів.
РХС сенсорів планарного магнітного поля називають вертикальними елементами Холла. Типово, 
вертикальний елемент Холла містить сформовані вздовж однієї лінії на поверхні пластини один 
центральний та два бокові струмові контакти. В проміжку між струмовими контактами сформовано два 
потенціальні контакти, що є рівновіддаленими від центрального струмового контакту 
.
Вісь чутливості вертикального елемента Холла є перпендикулярною до осі, вздовж якої розміщено 
контакти та паралельною поверхні пластини РХС.

## РХС інтегральних 2D та 3D зондів магнітного поля
Поєднуючи дві схрещені під прямим кутом РХС вертикальних елементів Холла, формують 2D та 3D зонди 
магнітного поля. Розрізняють декілька варіантів живлення таких зондів. Зокрема, струм може протікати від центрального контакту до чотирьох бокових контактів (9-и контактна конструкція), лише між боковими контактами з протилежним напрямом струму в протилежних плечах структури (8-и контактна 
конструкція без центрального контакту), чи лише в одному з вертикальних елементів Холла тощо.
Поєднання таких варіантів живлення з відповідними способами формування вихідних сигналів дозволяє 
сформувати інтегральний сенсор для вимірювання трьох ортогональних BX, BY, BZ  
проєкцій вектора 
індукції магнітного поля 
.
При реалізації РХС вертикальних елементів Холла на основі тонкоплівкової технології без поверхневого ізолюючого шару, зокрема з використанням InSb чутливої плівки, потенціальні контакти формують, використовуючи проміжні потоншені ділянки, що контактують зі струмовими плечами РХС в глибині чутливої плівки .

## Транзисторні РХС
Використання РХС в вимірювальних перетворювачах транзисторного типу дозволяє реалізувати 
магнітотранзистори з розщепленим колектором (spit collector) чи розщепленим стоком (spit drain). На 
відміну від вищерозглянутих РХС інформативними сигналами транзисторних РХС є не вихідна напруга, а 
різниця колекторних чи стокових струмів. Транзисторні РХС, типово, є елементами магнітосенсорних 
кремнієвих інтегральних схем .
|  |  |  |

## Розвиток РХС
Метою подальшого розвитку сенсорів магнітного поля на основі РХС є підвищення точності вимірювання 
ортогональних проєкцій та спрощення використання цих сенсорів. Це досягається відповідними 
конструктивними рішеннями, мінімізацією кількості контактів, удосконаленням математичних моделей, 
оптимізацією алгоритму калібрування тощо 